# ProZorro

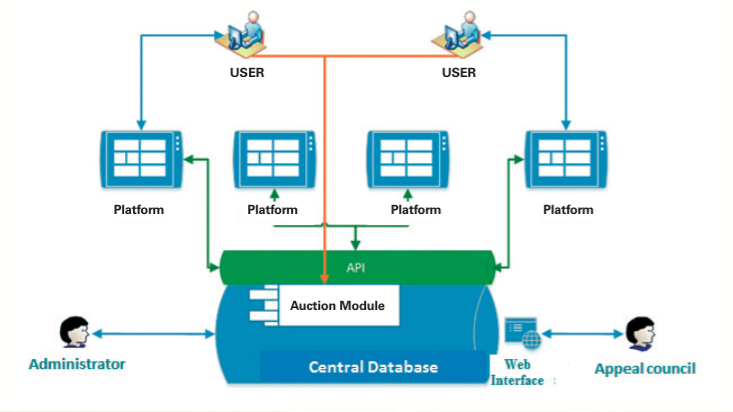
Système électronique hybride

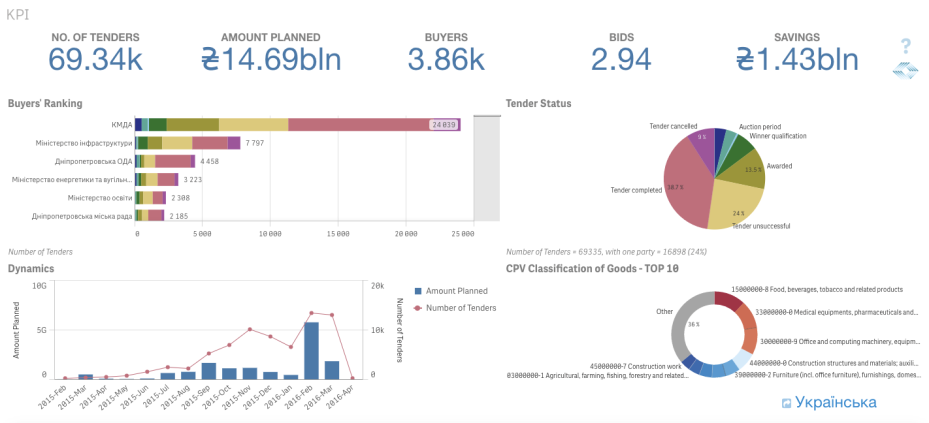
Le module Statistiques BI

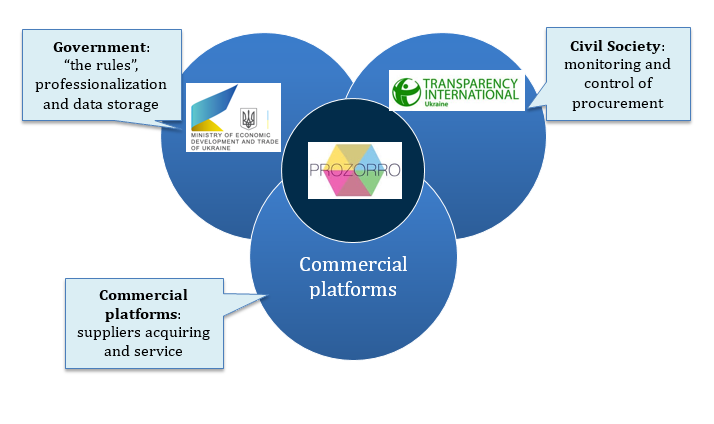
Le triangle d'or de partenariat: le pouvoir, le public et les entreprises.

 (janvier 2023).
- Si vous ne connaissez pas le sujet, laissez ce bandeau (vous pouvez alors contacter les auteurs).
- Si vous supprimez le contenu mis en cause (vous pouvez préalablement contacter les auteurs),

argumentez précisément cette suppression dans la page de discussion
(un manque de référence n'est pas un argument ; une recherche réelle de référence doit avoir été effectuée, être formellement documentée).
 (août 2017).
Si vous disposez d'ouvrages ou d'articles de référence ou si vous connaissez des sites web de qualité traitant du thème abordé ici, merci de compléter l'article en donnant les références utiles à sa vérifiabilité et en les liant à la section « Notes et références ».
Prozorro (ukrainien : Прозоро — transparent, clair) est un système électronique de passation des marchés publics et un symbole de la réforme dramatique des marchés publics en Ukraine. 
En décembre 2015, la propriété totale et tous les droits de propriété intellectuelle ont été transférés à l’entreprise d’État désignée par le ministère du Développement économique et du commerce de l’Ukraine. 
L’Ukraine, comme les autres pays en développement, souffre d'inefficacité et de corruption dans la sphère des services publics. En particulier, l'inefficacité du secteur des marchés publics entraîne des pertes de plusieurs milliards de dollars. Par exemple, près de 250 milliards de Hryvnias (plus de 10 milliards de dollars) ont été dépensés en 2014 en Ukraine, pour l’achat de biens, de travaux ou de services pour les besoins publics. Selon la recherche internationale, l’utilisation du système électronique de passation des marchés publics permet d'économiser au moins 10 % du budget total des achats publics. En appliquant le calcul simple - 10M * 10 % / 365 jours, on voit que 2,7 millions de dollars peuvent être économisés chaque jour.

## Principes
La philosophie de ProZorro est fondée sur trois principes clés :
- Le système électronique est basé sur un modèle d’open-source. Contrairement aux systèmes uniques et multi-plateformes, le modèle hybride de ProZorro permet la collaboration entre la base de données centrale et un nombre infini de marchés commerciaux offrant un accès total. Ce modèle hybride permet une transmission efficace de l'information provenant des bases de données centrales vers les marchés chargés d'attirer et de servir des clients. Les marchés sont en concurrence les uns avec les autres, ce qui les motive à fournir le meilleur service pour attirer à la fois les entités adjudicatrices et les fournisseurs.

- “ Tous voient tout ” - c’est la devise officielle de ProZorro. Une fois la procédure d’appel d’offres terminée, absolument toutes les données sont divulguées, y compris la liste de tous les participants, leurs offres, les décisions du comité d’appel d’offres et tous les documents de qualification. Cette information est mise à la disposition du public par le module d’analyse en ligne de ProZorro.

- Le triangle d’or du partenariat - une forme unique de collaboration entre les entreprises, l’État et la société civile où les fonctions sont réparties entre les différentes parties prenantes afin d’assurer l'indépendance et le contrôle mutuel. Ce partenariat vise à promouvoir le changement tout en maintenant un degré élevé de confiance entre les parties intéressées tout au long de cette réforme.

## Implémentation
La réforme et la mise en œuvre du système électronique de passation des marchés publics ont été entamées par la préparation de la base législative. La loi sur les marchés publics a été conçue pour faciliter et rationaliser la procédure de passation des marchés publics en Ukraine, ainsi que pour incorporer certains éléments du droit de l’UE. 

La loi a introduit des procédures obligatoires de passation de marchés publics électroniques. Lors de la première étape (1er avril 2016), la passation électronique des marchés publics est devenue obligatoire pour les organes exécutifs centraux et les bureaux réalisant des activités monopolistiques pour les contrats d'un montant inférieur à un plafond. Avec la deuxième étape (1er août 2016), la passation électronique des marchés publics est devenue obligatoire pour toutes les entités adjudicatrices. 

Le système ProZorro a utilisé l'OCDS (le Standard de Données sur la Commande Publique Ouverte) comme un instrument clé pour la modélisation des données car les informations disponibles dans des bases de données ouvertes et au format d’OCDS permettent une analyse et un traitement simples.